# Мецана Биљи
Мецана Биљи (итал. Mezzana Bigli) је насеље у Италији у округу Павија, региону Ломбардија.
Према процени из 2011. у насељу је живело 590 становника. Насеље се налази на надморској висини од 75 м.

## Становништво
Према резултатима пописа становништва 2011. у општини је живело 1.108 становника.
| 1936. | 1951. | 1961. | 1971. | 1981. | 1991. | 2001. | 2011. |
| ----- | ----- | ----- | ----- | ----- | ----- | ----- | ----- |
| 2.360 | 2.322 | 2.014 | 1.618 | 1.442 | 1.246 | 1.168 | 1.108 |